# Список индейских резерваций Небраски
Это — список 7 индейских резерваций американского штата Небраска. Резервация Пайн-Ридж входит в десятку крупнейших по площади резерваций Соединённых Штатов, но её основная территория располагается в Южной Дакоте. Резервация Понка полностью состоит из трастовых земель. Из всех семи резерваций, лишь Санти полностью находится в штате Небраска.
Индейские народы, проживающие на территории штата, относятся к алгонкинской (сауки, фоксы) и сиуанской (айова, вахпекуте, виннебаго, мдевакантоны, оглала, омаха, понка) языковым семьям.

## Резервации
| Название     | Год образования | Этнос                   | Численность населения (2020) | Площадь (км²) | Округа                |
| ------------ | --------------- | ----------------------- | ---------------------------- | ------------- | --------------------- |
| Айова        | 1861            | айова                   | 181                          | 51,539        | Ричардсон             |
| Омаха        | 1854            | омаха                   | 4526                         | 802,88        | Тёрстон, Каминг, Бёрт |
| Пайн-Ридж    | 1889            | оглала                  | 18850                        | 2,6           | Шеридан               |
| Понка        | 1990            | понка                   | 8                            | 0,829         | Нокс                  |
| Сак-энд-Фокс | 1837            | сауки, фоксы            | 168                          | 61,143        | Ричардсон             |
| Санти        | 1866            | вахпекуте, мдевакантоны | 974                          | 477,879       | Нокс                  |
| Уиннебейго   | 1863            | виннебаго               | 2737                         | 460,605       | Тёрстон, Диксон, Бёрт |